# Greifswald
Greifswald je mesto in mestni okraj v severovzhodni Nemčiji. Leži ob obali Baltskega morja v zvezni deželi Mecklenburg - Predpomorjanski, približno 200 km severno od Berlina. Ima približno 60.000 prebivalcev, vključujoč 11.500 študentov in 5.000 zaposlenih na Univerzi Ernsta Moritza Arndta.
Uradno ime mesta je od leta 2006 Univerzitetno in hanzeatsko mesto Greifswald (nemško Universitäts- und Hansestadt Greifswald). Ime Greifswald izvira iz nemških besed Greif (grifon) in Wald (gozd). Greifswald se naziva univerzitetno mesto zaradi velike vloge tukajšnje univerze v zgodovini in sodobnem življenju mesta, hanzeatsko pa zaradi dolgega članstva v trgovski zvezi Hansi. Poleg uradnega in običajnega imena je v ljudski rabi tudi ime Gryps, ki izhaja iz nizkonemške besede za grifona (grip).
Greifswald je sedež višjega upravnega sodišča za področje Mecklenburga-Predpomorjanske in deželnega ustavnega sodišča. Prav tako ima v Greifswaldu svoj sedež Pomorjanska evangeličanska cerkev (Pommersche Evangelische Kirche).

## Geografija
Greifswald leži ob obali Baltskega morja približno na polovici poti med otokoma Rügen in Usedom. Območje je nizko in ravno (najvišja vzpetina doseže 30 m n.m.), skozenj teče reka Ryck. Mestu pripadata še severneje ležeča otoka Riems in Koos ter manjše naselje na celini nasproti Riemsa. Greifswald ima kopensko mejo le z okrajem Vzhodna Predpomorjanska.
Staro mestno jedro leži pretežno na južnem bregu Rycka, približno 4 km zahodno od morske obale, večina stanovanjskih sosesk pa se razteza ob stari cesti Berlin - Stralsund (danes Anklamer Strasse) proti jugu in ob cesti proti Wolgastu (Wolgaster Strasse) v smeri vzhod.
Konec leta 2005 je imel Greifswald 53.281 prebivalcev. Od najvišje vrednosti, ki jo je dosegel leta 1989, je izgubil približno 15.000 ljudi, predvsem zaradi zmanjšanja števila rojstev, odseljevanja na Zahod in izseljevanja iz mesta v sosednje občine. Število študentov in njihov delež v skupnem prebivalstvu mesta ves ta čas raste.

## Zgodovina
Ustanovitev Greifswalda je tesno povezana s samostanom v Eldeni. Rügenski knez Vislav I. in pomorjanski vojvoda Vartislav III. sta naselju leta 1241 podelila trške pravice. Iz leta 1248 je ohranjena prva omemba kraja kot Oppidium Gripheswaldis, leta 1250 pa je trgu Vartislav III. podelil mestne pravice (t. i. lübeško pravo). Leta 1254 je ustje Rycka dobilo status svobodnega pristanišča, vzporedno pa se je razvilo še eno jedro 4 km proti zahodu. Leta 1278 se Greifswald prvič omenja kot član Hanse. Pomorjanski vojvoda Bogislav IV. je leta 1296 osvobodil mesto vojaških dolžnosti in se obvezal na ozemlju mesta ne imeti dvora in se ne utrjevati južno vse do reke Peene. Kmalu je mesto dobilo še ribiške pravice na območju Greifswaldskega zaliva. Ko je leta 1326 umrl vojvoda Vartislav IV. in so njegovi še nedorasli otroci prišli v nasledstveni spor z Mecklenburgom, je Greifswald skupaj s sosednjimi mesti Stralsund, Anklam in Demmin ustanovil obrambno zvezo s ciljem ohranitve oblasti pomorjanskih vojvod, kar je uspelo s pomočjo danskega kralja. Enaka obrambna zveza je bila ponovno vzpostavljena konec 14. stoletja za zaščito pred pirati in roparskimi vitezi. Leta 1452 je vojvoda Vartislav IX. mestu podelil t. i. zlate privilegije (Goldene Privilegien)), ki so omogočili veliko blaginjo in razcvet. Leta 1456 je Vartislav IX. na pritisk župana Heinricha Rubenowa ustanovil univerzo, tedaj edino v vsej Pomorjanski. Reformacija je v Greifswald prispela leta 1531, ko so prebivalci brez posebnega odpora sprejeli stralsundskega reformatorja Johnannesa Knipstra.
Tridesetletna vojna Greifswaldu ni prizanesla. Težko bolni Bogislav XIV. je leta 1627 abdiciral kot zadnji pomorjanski vojvoda in vojvodstvo predal brandenburško-pruski cesarski vojski. Wallenstein je tako 10. novembra 1627 vkorakal v Greifswald in vzpostavil okupacijo, ki je na najhujše načine izkoriščala prebivalstvo. Med drugim je za izgradnjo obrambne linije proti napredujočim Švedom izkoriščal prisilno delo. Okupacija in sočasna epidemija kuge sta povzročili velik upad prebivalstva (1618: 6.100 preb., 1648: 2.700). Junija 1631 je vojska Gustava II. Adolfa vseeno zavzela mesto, skupaj s precejšnjim delom Pomorjanske.
S tem se je začel t. i. švedski čas (Schwedenzeit), ki je trajal polnih 184 let do Dunajskega kongresa 1815. Pomorjanska mesta so imela v tem času relativno svobodo, Greifswald pa je imel privilegiran položaj kot sedež najvišjih sodnih in cerkvenih organov na Švedskem Pomorjanskem. V tem času je bila greifswaldska univerza tudi najstarejša univerza na Švedskem, za katero so švedski oblastniki lepo skrbeli. Med drugim je bilo leta 1747 zgrajeno glavno poslopje univerze. Brandenburg je večkrat poskusil ponovno zavzeti izgubljeno ozemlje, in leta 1678 mu je to za eno leto uspelo. V času velike severne vojne je mesto ponovno trpelo, v letih 1712-13 so skozi mesto prehajale danska, saška in ruska vojska. V sedemletni vojni je eksplodiralo prusko skladišče smodnika, kar je povrzočilo popolno uničenje velikih delov mesta. Nekaj pred tem sta mesto leta 1713 in 1736 razdejala velika požara.
Prusija je 23. oktobra 1815 prevzela Švedsko Pomorjansko. V pruski organizaciji državnega ozemlja je bil Greifswald od leta 1818 sedež istoimenskega okraja, leta 1912 pa se je izločil in postal mestni okraj. Izgradnji ceste Berlin - Stralsund leta 1836 in železnice 1863 sta omogočili skromno industrializacijo. Železniške delavnice so dolga desetletja ostale eden največjih delodajalcev v mestu. Že leta 1856 se je začela izgradnja klinik v severozahodnem delu mestnega središča.
Ob prehodu v 20. stoletje se je začela tudi pozidava izven mestnega obzidja, npr. Goethejeve ulice (Goethestrasse). Leta 1927 je bil začrtan novi univerzitetni kampus, ki pa po prvotnih načrtih ni bil dokončan. Leta 1939 je imelo mesto 37.000 prebivalcev. Drugo svetovno vojno je prestalo skoraj nepoškodovano, saj je komandant nemške vojske Rudolf Petershagen 30. aprila 1945 mesto brez boja predal sovjetski armadi.
Izgubo velikega dela starega mestnega jedra je potrebno pripisati povojni vzhodnonemški oblasti, ki je popolnoma zanemarila središče mesta in namesto tega gradila velika blokovska naselja na obrobju v smeri vzhod in jugovzhod: Südstadt, Schönwalde I, Schönwalde II, Ostseeviertel. Odstranitev zgodovinskih stavb (npr. severnih mestnih vrat leta 1951) in izgradnja blokov z "zgodovinskim izgledom" v središču mesta sta stanje še poslabšali. Med letoma 1945 in 1990 je bila izgubljena približno polovica zgodovinske arhitekture.
Po letu 1991 se je začela strokovna in finančno močno podprta sanacija, ki je precejšnjemu delu mesta povrnila ugled. Posebej glavni trg (Markt) in prosto stoječa mestna hiša (Rathaus) sta med najlepšimi na severu Nemčije. Po letu 1993 se je začelo tudi selektivno podiranje in preoblikovanje blokovskih sosesk s ciljem izboljševanja kvalitete življenja in ohranjevanja vrednosti nepremičnin.

## Arhitektura
Med arhitekturno pomembne objekte v mestu sodijo:
- Stolnica sv. Nikolaja (Dom St. Nikolai), zgrajen na mestu starejše cerkve leta 1457 v slogu t. i. opečnate gotike (Backsteingotik). Njegov zvonik, zgrajen leta 1652, sega 99,97 m visoko. Notranjost je bila nazadnje prenovljena 1977-1989, na otvoritvi pa je imel enega svojih zadnjih javnih nastopov Erich Honecker.
- Cerkev sv. Marije (St.-Marien-Kirche), ljudsko tudi Dicke Marie (debela Marija), začetek gradnje kmalu po 1260. V njej je nagrobni kamen župana in ustanovitelja univerze Heinricha Rubenowa.
- Cerkev sv. Jakoba (St.-Jacobi-Kirche), najmanjša izmed treh mestnih cerkev, zgrajena v 13. stoletju.
- Nekaj bogatih hanzeatskih trgovskih hiš v centru, predvsem na Trgu. Večinoma so grajene v gotskem stilu z značilno fasado.
- Samostan Eldena (Kloser Eldena), v ruševinah. Ustanovljen je bil leta 1199, a po reformaciji najprej spremenjen v posvetni dvor, leta 1634 pa podarjen univerzi. Danes je urejen kot park.
- Leseni dvižni most v Wiecku, zgrajen leta 1887 po nizozemskem vzoru.

## Mestna oblast
Greifswaldski mestni svet (Bürgerschaft) ima 42 sedežev. Na zadnjih volitvah junija 2004 je največ mest zasedla CDU (16), sledita pa ji Levica (9) in Socialdemokratska stranka Nemčije (8).
Župan, ki v Greifswaldu nosi naziv nadžupan (Oberbürgermeister), se voli vsakih sedem let. Leta 2001 je bil na ta položaj izvoljen dr. Arthur König (CDU.
Greifswald se deli na osem četrti (Ortsteile, v ednini Ortsteil), vsako z devetčlanskim četrtnim svetom (Ortsteilvertretung):
- Wieck (vključujoč Ladebow)
- Eldena
- Riems (vključujoč Koos)
- Friedrichshagen
- Ostseeviertel
- Innenstadt (vključujoč Steinbeckervorstadt, Fleischervorstadt, Fettenvorstadt, Nördliche Mühlenvorstadt, Südliche Mühlenvorstadt, Obstbausiedlung, Stadtrandsiedlung, Industriegebiet)
- Schönwalde I und Südstadt (vključujoč Groß Schönwalde)
- Schönwalde II

Mestni grb prikazuje rdečega grifona (simbol Pomorjanske) z zlatimi kremplji nad odsekanim, a še zelenim, drevesnim deblom. Zastava je rdeča - bela - rdeča - bela - rdeča - bela - rdeča v razmerju 3:3:10:48:10:3:3 z grbom v sredini.
Greifswald je pobraten z mesti Kotka (na Finskem, od 1959), Osnabrück (na Spodnjem Saškem, od 1988), Lund (na Švedskem, od 1990), Hamar (na Norveškem, od 2007) in Newport News (ZDA, od 2007). Posebni sporazumi o sodelovanju obstajajo z Golléniowom na Poljskem, Angersom v Franciji, Bryanom v ZDA, Szczecinom na Poljskem in Kristianstad na Švedskem.

## Gospodarstvo
Čeprav ni veliko mesto, Greifswald vseeno predstavlja središče celotnega vzhodnega dela Predpomorjanske, pretežno za okraja Vzhodna Predpomorjanska in Uecker-Randow. Vedno večji ugled, ki sega preko deželnih meja, ima kot središče raziskovalne dejavnosti. Poleg univerze je znan še Inštitut Maxa Plancka za plazemsko fiziko (Max-Planck-Institut für Plasmaphysik). Vseeno se Greifswald kot mnoga druga mesta na Vzhodu sooča z visoko brezposelnostjo.
Največji delodajalec v mestu je univerza. Vidnejši domači podjetji sta Hanse Yachts, peti največji proizvajalec jadrnic na svetu, in Riemser Arzneimittel, mednarodni farmacevtski koncern s sedežem na Riemsu. Siemens je svojo nekdajšnjo tovarno prenesel na Siemens Nokia Networks, ki nadaljuje razvojem in proizvodnjo omrežne tehnologije.
Jedrska elektrarna Greifswald, ki je bila v času Vzhodne Nemčije največji delodajalec v mestu (10.000 delovnih mest), kljub imenu stoji v 16 km oddaljenem Lubminu. V sedemdesetih letih je elektrarna pokrivala 10% potreb celotne Vzhodne Nemčije, danes pa ne obratuje več. Načrtovani Naftovod prijateljstva med Rusijo in Nemčijo pa naj bi se končal ravno na območju bivše nuklearke. Poleg tega dansko podjetje Dong Energy na istem območju načrtuje izgradnjo termoelektrarne.
Po raziskavi švicarskega podjetja Prognos se je Greifswald v letih med 2004 in 2007 razvijal najhitreje med vsemi nemškimi mesti. Med 439 okraji v Nemčiji tako zaseda 101 mesto (napredek za 224 mest v treh letih).

## Izobraževanje
Univerza Ernsta Moritza Arndta Greifswald je dominantna institucija v mestu, katere vpliv se razteza na vsa področja družbenega življenja. Njen klinični center (Universitätsklinikum Greifswald) je eden najmodernejših v Nemčiji in eden največjih v deželi.
V mestu so štiri gimnazije (Alexander-von-Humboldt-Gymnasium, Friedrich-Ludwig-Jahn-Gymnasium, Johann-Gottfried-Herder-Gymnasium, Ostseegymnasium) in nekaj poklicnih šol.

## Kultura
Gledališče Predpomorjanska (Theater Vorpommern) ima tu največjo izmed svojih treh dvoran. Širšega pomena je tudi Pomorjanski deželni muzej (Pommersches Landesmuseum), nastanjen v nekdanjem samostanu v središču mesta. Poleg tega se v mestu odvija nekaj vsakoletnih festivalov (npr. Nordischer Klang, Greifswalder Bachwoche, Eldenaer Jazzevenings). Velika študentska populacija občutno vpliva na kulturno ponudbo, med drugim oddaja neodvisni študentski radio 98eins.

## Šport
Greifswald ima dolgo in poznano nogometno tradicijo, nima pa nogometnega kluba, ki bi vzdržal skozi vso zgodovino. Trenutno najuspešnjejši klub je Greifswalder SV 04.
Tradicija jadranja na morju pred Greifswaldom sega v leto 1902. Po letu 1990 je ta šport doživel nov zagon in lokalna jadralska šola je v zadnjem času dala nekaj nemških prvakov.
Leta 1892 je trgovec Cohn ustanovil Trgovski veslaški klub Hilda (Kauffmännischer Ruderclub Hilda). Klub je obstal do danes in je predvsem v sedemdesetih letih vzgojil nekaj olimpijskih in svetovnih prvakov.
Pri Eldeni se nahaja peščena plaža, ki je leta 2006 gostila nemško prvenstvo v odbojki na mivki.

## Osebnosti
- Hans Fallada (1893-1947), pisatelj
- Caspar David Friedrich (1774-1840), slikar
- Wolfgang Koeppen (1906-1996), pisatelj
- Toni Kroos (roj. 1990), profesionalni igralec nogometa (Bayern München)